# Køge BK
Køge BK var en fotbollsklubb från Køge, Köpenhamn som grundades 1927. Klubben blev dansk mästare 1954 och 1975.
2009 fusionerade klubben sig med Herfølge BK och bildade den nya klubben HB Køge.